# Деніел Глансі
Деніел Глансі (нар. 13 листопада 1988) — колишній ірландський тенісист.
Найвищу одиночну позицію світового рейтингу — 718 місце досяг 14 жовтня 2013, парну — 352 місце — 5 грудня 2011 року.
Завершив кар'єру 2016 року.

## Фінали ф'ючерсів і челленджерів

### Парний розряд 18 (7–11)
| Легенда (парний розряд)  |
| ------------------------ |
| Тур ATP Челленджер (0–1) |
| Тур ITF Ф'ючерс (7–10)   |

| Титули за покриттям |
| ------------------- |
| Тверде (1–7)        |
| Ґрунт (5–4)         |
| Трава (0–0)         |
| Килим (1–0)         |

| Результат | В-П  | Дата     | Турнір                         | Рівень     | Покриття   | Партнер              | Суперники                                    | Рахунок          |
| --------- | ---- | -------- | ------------------------------ | ---------- | ---------- | -------------------- | -------------------------------------------- | ---------------- |
| Перемога  | 1–0  | Жов 2010 | Греція F3, Іракліон            | Ф'ючерс    | Килим      | Маркус Вілліс        | Сем Беррі Колін О'Браєн                      | 7–5, 5–7, [10–8] |
| Поразка   | 1–1  | Бер 2011 | Португалія F3, Албуфейра       | Ф'ючерс    | Тверде     | Сем Беррі            | Agustín Boje-Ordóñez Морґан Філліпс          | 3–6, 6–7(4–7)    |
| Поразка   | 1–2  | Кві 2011 | Франція F6, Анже               | Ф'ючерс    | Ґрунт (i)  | Sebastian Lavie      | Грегуар Бюрк'є Ромен Жуан                    | 3–6, 2–6         |
| Поразка   | 1–3  | Тра 2011 | Туреччина F19, Анталія         | Ф'ючерс    | Тверде     | Баррі Кінґ           | Андрій Чумак Денис Молчанов                  | 5–7, 6–7(4–7)    |
| Перемога  | 2–3  | Сер 2011 | Фінляндія F3, Nastola          | Ф'ючерс    | Ґрунт      | Сем Беррі            | Herkko Pöllänen Max Wennakoski               | 6–4, 6–2         |
| Поразка   | 2–4  | Вер 2011 | Велика Британія F13, Рексем    | Ф'ючерс    | Тверде     | James Feaver         | Девід Райс Шон Торнлі                        | 2–6, 5–7         |
| Поразка   | 2–5  | Лис 2011 | Лафборо, Велика Британія       | Челленджер | Тверде (i) | Сем Беррі            | Джеймі Дельгадо Джонатан Маррей              | 2–6, 2–6         |
| Перемога  | 3–5  | Тра 2012 | Туреччина F20, Мерсін          | Ф'ючерс    | Ґрунт      | James Feaver         | Маверік Бейнс Sebastian Lavie                | 7–6(7–5), 6–3    |
| Поразка   | 3–6  | Чер 2012 | Туреччина F22, Конья           | Ф'ючерс    | Тверде     | William Boe-Wiegaard | Олександр Недовєсов Іван Сергєєв             | 6–7(5–7), 1–6    |
| Перемога  | 4–6  | Сер 2012 | Бельгія F8, Коксейде           | Ф'ючерс    | Ґрунт      | Мануель Санчес       | Йоріс Де Лор Олівер Голдінг                  | 3–6, 6–2, [10–8] |
| Поразка   | 4–7  | Сер 2012 | Нідерланди F5, Енсхеде         | Ф'ючерс    | Ґрунт      | Сем Беррі            | Alexander Blom Kevin Griekspoor              | 3–6, 6–7(8–10)   |
| Поразка   | 4–8  | Вер 2012 | Велика Британія F16, Ноттінгем | Ф'ючерс    | Ґрунт      | Miles Bugby          | Едвард Коррі James Marsalek                  | 7–5, 3–6, [7–10] |
| Перемога  | 5–8  | Гру 2012 | Марокко F10, Уджда             | Ф'ючерс    | Ґрунт      | Мартон Фучович       | Ріккардо Беллотті Домінік Тім                | 6–2, 6–3         |
| Поразка   | 5–9  | Тра 2013 | Ізраїль F9, Рамат-га-Шарон     | Ф'ючерс    | Ґрунт      | Сем Беррі            | Нікі Такуто Arata Onozawa                    | 3–6, 4–6         |
| Поразка   | 5–10 | Чер 2013 | Португалія F8, Гімарайнш       | Ф'ючерс    | Тверде     | Ріккардо Гедін       | Carlos Boluda-Purkiss Роберто Ортега Ольмедо | 2–6, 3–6         |
| Перемога  | 6–10 | Чер 2015 | Болгарія F3, Благоєвград       | Ф'ючерс    | Ґрунт      | Pirmin Haenle        | Ioannis Stergiou Eleftherios Theodorou       | 6–3, 6–2         |
| Поразка   | 6–11 | Сер 2015 | Туреччина F30, Ерзурум         | Ф'ючерс    | Тверде     | Alexander Igoshin    | Туна Алтуна Бредлі Музлі                     | 5–7, 4–6         |
| Перемога  | 7–11 | Сер 2015 | Туреччина F31, Стамбул         | Ф'ючерс    | Тверде     | Alexander Igoshin    | Сарп Агабіґюн Muhammet Haylaz                | 6–4, 6–3         |